# تلابت

تلابت، هي بلدة تونسية تقع في معتمدية فريانة  من ولاية القصرين. أحدثت بلدية تلابت في 8 ماي 1985 ويبلغ عدد سكانها 6046 نسمة حسب إحصائيات سنة 2004.

## السياسة
أقيمت انتخابات المجلس الوطني التأسيسي في مكتبين للاقتراع احتضنتهما المدرستين الابتدائيتين للبلدة وحلت حركة النهضة في المركز الأولى والحزب الديمقراطي التقدمي في المركز الثاني.